# Jack Dormand
 (octobre 2021).
John Donkin Dormand, baron Dormand d'Easington (27 août 1919 - 18 décembre 2003), connu sous le nom de Jack Dormand, est un éducateur britannique et homme politique travailliste de la région minière d'Easington dans le comté de Durham, dans le nord-est de l'Angleterre. Il est député de la circonscription d'Easington de 1970 jusqu'à sa retraite en 1987.
Décrit comme un « socialiste de centre-droit à l'ancienne » Dormand est un enfant de la classe ouvrière qui a progressé dans l'enseignement secondaire pour étudier à Oxford et Harvard jusqu'à une carrière d'administrateur de l'éducation avant d'entrer au Parlement à l'âge de 50 ans, où il se fait remarquer comme un défenseur de l'éducation et des zones minières. Il n'a jamais obtenu de poste ministériel, mais en tant qu'administrateur qualifié il joue un rôle important en tant que whip du gouvernement dans les années 1970 et en tant que président du Parti travailliste parlementaire lorsque le parti est dans l'opposition dans les années 1980. Athée  et fervent républicain il accepte à contrecœur une pairie à vie lorsqu'il prend sa retraite de la Chambre des communes et est un pair actif jusqu'à sa mort 16 ans plus tard.

## Jeunesse
Dormand est né près d'Easington au club des ouvriers du village de Haswell, où son père Bernard, ancien mineur, est steward. Il fait ses études localement à la Wellfield Grammar School. Bien qu'il ait pris plus tard le rugby, il est un footballeur de talent dans sa jeunesse, assez bon pour avoir des essais professionnels avec Manchester United et Charlton Athletic. Le sport est une partie importante de sa vie; jusqu'à sa mort, il reste membre du Houghton-le-Spring Rugby Club et du Burnmoor Cricket Club, jouant des matchs pour la dernière fois à l'âge de 63 ans.
Après une formation d'enseignant au Bede College de l'Université de Durham, il n'est pas appelé au service militaire pendant la Seconde Guerre mondiale, car l'enseignement est une occupation réservée. Après la guerre, il améliore ses qualifications en obtenant un certificat d'études supérieures en éducation (PGCE) au Loughborough College en 1947. Dans les années 1950, il étudie au St Peter's College d'Oxford où il obtient un diplôme en administration publique et sociale avec mention et remporte une bourse Fulbright à Harvard en deuxième année (1954), devenant un ami du futur sénateur Ted Kennedy .
De 1940 à 1948, Dormand travaille comme enseignant dans la communauté charbonnière d'Easington à la Hordern Modern School et à son ancienne école, maintenant renommée Wellfield AJ Dawson Grammar School. En 1948, il abandonne l'enseignement pour devenir conseiller pédagogique au Conseil du comté de Durham et, en 1957, devient conseiller auprès du National Coal Board. Il reste avec le NCB pendant seulement deux ans avant de retourner à Durham pour être organisateur de la formation continue  et de 1963 à 1970, il est directeur de l'éducation pour le Conseil de district rural d'Easington. Il est également président de la section d'Easington du National Union of Teachers.

## Carrière politique
Dormand est membre du Parti travailliste depuis l'âge de 18 ans. Il est élu au conseil paroissial de Haswell à l'âge de 26 ans et à 30 ans au conseil de district rural d'Easington.
Emanuel Shinwell, alors âgé de 85 ans, député travailliste de la circonscription d'Easington, annonce en 1969 qu'il ne se présenterait pas aux élections générales suivantes. Dormand, qui est secrétaire du Parti travailliste de la circonscription d'Easington dans les années 1960 et successeur présumé de Shinwell, est choisi comme nouveau candidat travailliste pour briguer le siège ultra-sécurisé (Shinwell a été réélu en 1966 avec plus de 80 % des voix). Lors des élections générales de 1970 au cours desquelles le gouvernement travailliste d'Harold Wilson est battu, Dormand est élu à la Chambre des communes avec une part à peine réduite de 79,8 % des voix.

### Éducation
Son discours inaugural du 8 juillet 1970 porte sur l'éducation et sur les besoins de Durham en tant que « district excepté », et en particulier sur ceux classés comme « apprenants lents ». Il est bien reçu, et la secrétaire d'État à l'Éducation de l'époque Margaret Thatcher, est en train de prendre des notes. Les vues de Dormand sur l'éducation sont favorables à une éducation complète et, en juillet 1973, il appelle à l'abolition des écoles privées (en attaquant en particulier les députés travaillistes qui envoient leurs enfants suivre une éducation privée).
Dormand s'oppose à l'adhésion de la Grande-Bretagne à la Communauté économique européenne (CEE) et, au moment du référendum sur l'adhésion à la CEE en 1975, il plaide pour que le Royaume-Uni quitte la CEE et rejoigne l'Association européenne de libre-échange. Il est membre du comité restreint sur les industries nationalisées, où ses connaissances et ses compétences d'enquête lui valent le respect du président de gauche du comité, Ian Mikardo (en). En février 1972, il demande un emploi pour les mineurs qui ont été licenciés et devient secrétaire du groupe nord du Parti travailliste parlementaire en 1973.

### Républicanisme
Dormand se décrit plus tard comme « un républicain depuis aussi longtemps que je me souvienne avoir un intérêt pour la politique » et est un secrétaire de longue date du groupe républicain parlementaire multipartite. Il se prononce contre la monarchie. Il étend sa critique à la pairie héréditaire en février 1973. En 1974, lui et son collègue député travailliste Willie Hamilton prêtent le serment requis en déclarant leur allégeance à la reine, puis admettent qu'ils ne l'avaient pas voulu. La même année, il critique le nombre de serviteurs royaux qui figurent sur les listes d'honneur semestrielles, appelant plutôt à ce que "des dizaines de mineurs" soient honorés car ils sont tout aussi dignes.

## whip du gouvernement
Le parti travailliste revient au gouvernement aux élections générales de février 1974 et Dormand est nommé whip adjoint du gouvernement sous Bob Mellish. Il est promu Lords du Trésor lors d'un remaniement après les élections d'octobre.
Le poste de whip exige normalement le silence à la chambre de la Chambre des communes, mais en février 1976, Dormand se trouve mêlé à une situation difficile qui l'oblige à s'expliquer. L'opposition conservatrice a appelé à un vote censurant le secrétaire d'État à l'Industrie Eric Varley en réduisant son salaire à 1 000 £. Dormand est nommé comme l'un des scrutateurs pour compter le vote, mais lui et son homologue conservateur ont mal compté et perdent le vrai résultat. Lorsque Mellish annonce la confusion au Président, le Président accepte de tenir un autre vote. Gênant pour Dormand, de nombreux députés travaillistes n'étaient pas restés pour entendre le résultat et n'étaient plus présents, ce qui permet aux conservateurs de remporter le vote à une majorité de cinq voix. Le gouvernement décide que le résultat n'est pas une véritable indication de l'opinion de la Chambre et annule le vote quelques jours plus tard.
Lorsque James Callaghan succède à Wilson en tant que Premier ministre en 1976, Mellish démissionne et est remplacé par Michael Cocks, et Dormand est promu au sein du bureau du whip pour être le whip jumelé, un travail qui implique de coordonner les absences convenues des députés d'un parti avec ceux d'un autre afin que le résultat des votes parlementaires ne soit pas affecté. Le ministre de l'Intérieur Merlyn Rees exhorte Callaghan à nommer Dormand whip en chef plutôt que Michael Cocks.
Le rôle du whip de l'appariement est crucial alors que la mince majorité du gouvernement se transforme en minorité à la suite de défaites aux élections partielles, et Dormand est crédité d'un rôle central pour aider le gouvernement à rester au pouvoir, disant à Wilson qu'il est trop "crevé en fin de journée" pour enregistrer les événements entourant les votes de fin de soirée. En janvier 1978, Dormand est nommé dans un rapport du sergent d'armes comme ayant aidé à bloquer un vote sur une partie de la législation du gouvernement visant à déléguer le pouvoir à l'Écosse.
Lors des votes libres, il n'a pas toujours aidé le gouvernement. En juillet 1977, Dormand vote contre le projet de loi sur les élections à l'Assemblée européenne qui prévoit des élections directes au Parlement européen.

## Dans l'opposition
Lorsque le parti travailliste perd les élections générales de 1979, Dormand est pendant deux ans whip de l'opposition. C'est un leader actif de l'opposition qui critique particulièrement les effets de la politique économique du gouvernement Thatcher sur l'industrie manufacturière de la région du Nord : en juin 1980, il déclare que les politiques « crucifient » la région et qu'elle « devient une scène de dévastation". Il appelle notamment le chancelier de l'Échiquier, Sir Geoffrey Howe à abandonner le monétarisme .

### Président du parti travailliste parlementaire
Dans les années 1970, Dormand s'oppose à l'infiltration de la gauche dans le Parti travailliste  et dans les affaires étrangères, il est pro-américain et pro-OTAN  à une époque où la gauche du parti devient de plus en plus hostile à les deux. En octobre 1981, Dormand se présente au poste vacant de président du Parti travailliste parlementaire, soutenu par le groupe manifeste de centre-droit des députés travaillistes. La force de la gauche dans les partis travaillistes de circonscription à l'époque a incité le groupe Manifesto à améliorer son organisation, et Dormand (nommé par l'ancien Premier ministre James Callaghan)  bat le principal challenger, le député de gauche Ian Mikardo. par 102 voix contre 65, et Mikardo se retire ensuite . Les trois autres candidats sont Harry Ewing (22 voix), Willie Hamilton (11 voix) et Frank Hooley (11 voix) mais tous se retirent, de sorte qu'aucun deuxième tour de scrutin n'a lieu. Dormand occupe la présidence jusqu'à sa retraite de la Chambre des communes en 1987.
Dormand a la tâche difficile d'essayer d'unir un parti parlementaire grincheux à une époque où le Parti travailliste devient impopulaire. En novembre 1982, au milieu des rumeurs selon lesquelles une majorité de députés travaillistes veulent remplacer le chef du parti Michael Foot, Dormand accorde une interview à la radio insistant sur le fait que « je n'ai absolument aucun doute que la grande majorité pense que Michael Foot est l'homme pour le poste pour le moment, et nous mènera aux prochaines élections générales". En réponse, les critiques de Foot notent l'utilisation par Dormand des mots "pour le moment".

### Faiseur de rois pour la présidence
Après les élections générales de 1983, Dormand joue un rôle clé dans l'accession à la présidence de la chambre de Bernard Weatherill, en secondant sa nomination pour le poste. Weatherill a été whip de l'opposition lorsque Dormand travaillait au bureau du whip du gouvernement à la fin des années 1970, mais n'a pas été nommé au gouvernement Thatcher; en le soutenant, Dormand souligne aux acclamations des travaillistes que Weatherill « est son propre homme » et « veillerait à ce que les droits des députés d'arrière-ban soient protégés ». En juillet 1983, il travaille avec son homologue conservateur Edward du Cann (président du Comité 1922) pour convenir d'une augmentation de la rémunération des députés par rapport à celle proposée par le gouvernement.
Comme la plupart des députés travaillistes, Dormand s'oppose à la décision du président du Syndicat national des mineurs,Arthur Scargill, d'appeler à une grève nationale de 1984 à 1985, mais il soutient les mineurs du bassin houiller de Durham lorsque sa mine locale d'Easington et d'autres rejoignent la grève. Il accuse le Premier ministre Margaret Thatcher de s'être lavé les mains du différend comme "Ponce Pilate".
Malgré son âge, il reste actif physiquement. Dans les années 1970, il fait campagne avec succès pour la création d'un gymnase parlementaire, continue à jouer au cricket et au rugby jusqu'à l'âge de 63 ans et fait du vélo de la Chambre des communes à son appartement près de Millbank. Le leader de la Chambre des communes de l'époque, John Biffen, raconte comment Dormand «se couvrait de bandes lumineuses» avant de partir et bien qu'il ait abandonné le vélo en 1987, dissuadé par la circulation dense de Londres, il s'est mis à marcher à la place.

### Chambre des lords
Le leader travailliste Neil Kinnock devait lui demander d'être whip en chef du gouvernement si les travaillistes remportaient les élections générales de 1987, mais Dormand pense qu'il est juste de prendre sa retraite à l'âge de 67 ans. Son successeur John Cummings est le premier mineur à devenir député de la région.
Fervent républicain qui déplore toutes les formes de privilège social, notamment les pairies héréditaires, il accepte l'offre de Kinnock d'un siège à la Chambre des lords avec une certaine réticence, recevant une pairie à vie en tant que baron Dormand d'Easington, d'Easington dans le comté de Durham le 13 octobre 1987.
Cependant, une fois chez les Lords, il s'investit, siégeant à de nombreux comités restreints, notamment l'éducation, le commerce et l'industrie, et les comités de liaison et de procédure. Il est également nommé vice-président de la Teesside Development Corporation, dont les 12 000 acres (48,56227704 km2) de terres désindustrialisées comprennent une partie de son ancienne circonscription.
Il s'intéresse à l'industrie cinématographique et au tourisme, poursuivant le travail qu'il a commencé à la Chambre des communes en tant que président du comité parlementaire du tourisme multipartite, en cherchant la promotion du tourisme dans des régions auparavant négligées du Royaume-Uni. Il est également membre du comité restreint sur la structure des comités de la Chambre des Lords et son président à la fin de 1991, et devient plus tard le représentant des pairs travaillistes au cabinet fantôme.
Dormand est élevé comme chrétien, une allégeance qui s'est poursuivie jusqu'à l'âge adulte, lorsqu'il siège au conseil de l'église paroissiale. Il décrit son adoption de l'athéisme comme le résultat de « quelques années de réflexion très considérable », et une fois libéré de la peur d'offenser les constituants religieux, son athéisme devient plus franc chez les lords. En juillet 2000, il appelle au démantèlement de l'Église d'Angleterre. Il aide à former le All Party Humanist Group et devient vice-président de la British Humanist Association. En tant qu'ancien enseignant, il recherche la parité dans les écoles des religions et de l'humanisme, cherchant à ce que les deux soient décrits de manière neutre plutôt que propagés. Après sa mort, Michael Turnbull, l'ancien évêque de Durham, écrit dans The Times comment Dormand a poursuivi cette cause et d'autres « sans préjugés » et avec « une affection chaleureuse pour les autres ».
Il continue à vivre à Easington après avoir quitté les Communes, mais déménage en 1991 à Clipsham, Rutland, pour se rapprocher de la Chambre des Lords. Il décrit le mouvement comme « traumatisant », mais reste actif chez les lords jusqu'à sa mort, poursuivant ses activités dans l'éducation et en poursuivant son opposition à la monarchie. Sur une vingtaine de pairs travaillistes opposés à la monarchie, Dormand est le plus franc, demandant au gouvernement en novembre 2001 « s'il convoquerait un référendum sur l'abolition de la monarchie » (la réponse du Lord Chancelier est « Non, my Lords") et demande en mars 2003 qu'un comité restreint examine l'avenir de la monarchie.
Il s'est remis d'un double pontage cardiaque en 2001 et reçoit un doctorat honorifique en lettres en juillet 2003 de l'Université de Loughborough. Sa dernière contribution aux débats de la Chambre des Lords remonte au 19 novembre 2003, lorsqu'il critique la situation de « devoir emprunter de l'argent à l'État pour suivre un cursus » comme « un élément dissuasif considérable pour les familles les plus pauvres ». La semaine suivante, il reçoit un doctorat honorifique en droit de l'Université de Sunderland, profitant de l'occasion pour réitérer sa critique du financement des étudiants en disant "il est très important que les jeunes ne soient pas empêchés d'aller à l'université".
C'est la dernière visite de Dormand dans son nord-est natal/ Il entre à l'hôpital de Peterborough quatre jours plus tard, et est décédé le 18 décembre 2003, à l'âge de 84 ans. Tony Blair le décrit comme « un serviteur à vie du Parti travailliste »/ Lorsqu'un journaliste lui demande de choisir sa propre épitaphe, la réponse a été "c'était un garçon avisé". Une maison de soins à Peterlee porte son nom .

## Famille
En 1963, Dormand épouse Doris Robinson (née Pearson), une ancienne enseignante qui lui a survécu. Il a un beau-fils et une belle-fille du précédent mariage de Doris.